# The House in Nightmare Park

The House In Nightmare Park est un film britannique réalisé par Peter Sykes sur un scénario de Clive Exton et de Terry Nation, et sorti en 1973.

## Synopsis
Un piètre acteur, Foster Twelvetrees (Frankie Howerd) est invité dans une demeure mystérieuse par le riche Stewart Henderson (Ray Milland) et sa sœur. Mais ce n’est pas son talent qui est à l’origine de cette invitation, il s’agit d’un héritage et de diamants cachés.

## Fiche technique
- Titre original : The House in Nightmare Park
- Réalisation : Peter Sykes
- Scénario : Clive Exton et Terry Nation
- Production : Beryl Vertue
- Montage : Bill Blunden
- Musique : Harry Robertson
- Photographie : Ian Wilson
- Pays d'origine :  Royaume-Uni
- Format : couleur
- Durée : 100 minutes
- Genre : Comédie, horreur
- Dates de sortie :
  -  Royaume-Uni 1973
  -  États-Unis septembre 1977

## Distribution
- Frankie Howerd : Foster Twelvestrees
- Ray Milland : Stewart Henderson
- Hugh Burden : Reggie Henderson
- Kenneth Griffith : Ernest Henderson
- John Bennett : Patel
- Rosalie Crutchley : Jessica Henderson